# Маурісіо Соліс
Маурісіо Соліс (ісп. Mauricio Solís; нар. 13 грудня 1972) — костариканський футболіст, що грав на позиції півзахисника, флангового півзахисника.
Виступав, зокрема, за клуб «Ередіано», а також національну збірну Коста-Рики.

## Клубна кар'єра
Народився 13 грудня 1972 року. Вихованець юнацьких команд футбольних клубів «Турньорн» та «Ередіано».
5 листопада 1990 року в матчі між «Ередіано» та «Лімоненсе» дебютував у професіональному футболі. У футболці «Ередіано» виступав до 1996 року, разом з командою став переможцем національного чемпіонату в сезоні 1992/93 років.

### Виступи за кордоном
Потім переїхав до Англії, де підписав контракт з «Дербі Каунті», в якому в той час виступав його співвітчизник, Пауло Ванчопе. Проте його перебування в англійському клубі виявилося нетривалим, і в 1998 році він повернувся до КОНКАКАФ, підписавши річний контракт з «Коммунікасьйонес» з Гватемали. Після цього Соліс переїхав до Major League Soccer, де з 1999 по 2000 роки виступав у клубі «Сан-Хосе Клеш» (пізніше — «Сан-Хосе Ерсквейкс»), в якому відзначився 4-ма голами та одним асистом у 29-ти матчах.
Після двох років у МЛС, Соліс повернувся до Коста Рики, де підписав контракт з «Алахуеленсе». У складі команди виступав два сезони, вигравши чемпіонат у сезонах 2000/01 та 2001/02 років, допоки знову не виїхав за кордон, підписавши контракт з грецьким клубом ОФІ з Криту, де приєднався до свого друга Тіко Рональда Гомеса. Після одного року сумісних виступів, Соліс повертається до Америки й у сезоні 2003/04 років виступає за мексиканський клуб «Ірапуато», після того як до команди приєднався знайомий йому тренер Алешандре Гімарайнш. Згодом повернувся до «Алахуеленсе», а влітку 2005 року повернувся до «Коммунікасьйонеса», де виступав разом зі своїми співвітчизниками Роландо Фонсека, Рікардо Гонсалес та Джонні Куберо.

### Повернення в Ередіано
У 2007 році він перейшов у «Маккабі» (Нетанья), але його контракт з ізраїльським клубом було розірвано у зв'язку з деякими протиріччями, тому Маурісіо повернувся у Коста-Рику й вирішив приєднатися до команди, де він почав свою кар'єру, в «Ередіано». У березні 2010 року став 7-им гравцем, який зіграв 300 матчів за «Лос-Флоренсес».
У квітні 2010 року, відразу після завершення своїх виступів у літньому чемпіонаті Коста Рики 2010 року, він оголосив про завершення футбольної кар'єри. Проте він відмовився від цього рішення, і в лютому 2011 року приєднався до Рікардо Гонсалеса та тренера Пауло Ванчопе в амбітному клубі «Уругвай де Коронадо» з другого дивізіону національного чемпіонату. Але через 5 місяців Маурісіо все ж завершив кар'єру.

## Виступи за збірну
У вересні 1993 року дебютував у складі національної збірної Коста-Рики у товариському матчі проти Саудівської Аравії. Протягом кар'єри у національній команді, яка тривала 14 років, провів у формі головної команди країни 110 матчів, забивши 6 голів.
У складі збірної був учасником Кубку націй УНКАФ 1995, 1999 років, розіграшу Кубка Америки 1997 року у Болівії, розіграшу Кубка Америки 2001 року у Колумбії, чемпіонату світу 2002 року в Японії і Південній Кореї, розіграшу Золотого кубка КОНКАКАФ 2002 року у США, де разом з командою здобув «срібло», розіграшу Золотого кубка КОНКАКАФ 2003 року у США та Мексиці, чемпіонату світу 2006 року у Німеччині.
Соліс став другим футболістом з Коста Рики, який зіграв 100 матчів за національну збірну (першим був — Луїс Марін). Сталося це в червні 2005 року в матчі проти Гватемали.
Його останнім міжнародним матчем став поєдинок проти Польщі на Чемпіонаті світу з футболу 2006 року.

### Голи за збірну
| #  | Дата            | Місце                                                     | Суперник  | Рахунок | Результат | Змагання    |
| -- | --------------- | --------------------------------------------------------- | --------- | ------- | --------- | ----------- |
| 1. | 19 лютого 1997  | Естадіо Еладіо Росабаль Кордеро, Ередія, Коста-Рика       | Венесуела | 2–1     | 5–2       | Товариський |
| 2. | 23 березня 1997 | Естадіо Рікардо Сапрісса, Тібас, Коста-Рика               | США       | 2–1     | 3–2       | кв. ЧС 1998 |
| 3. | 24 лютого 1999  | Естадіо Рікардо Сапрісса, Тібас, Коста-Рика               | Ямайка    | 1–0     | 9–0       | Товариський |
| 4. | 24 лютого 1999  | Естадіо Рікардо Сапрісса, Тібас, Коста-Рика               | Ямайка    | 2–0     | 9–0       | Товариський |
| 5. | 1 липня 2001    | Національний стадіон Тегусігальпи, Тегусігальпа, Гондурас | Гондурас  | 2–3     | 2–3       | кв. ЧС 2002 |
| 6. | 15 жовтня 2008  | Спортивний центр ім. Хі Лонга, Чанша, Китай               | КНР       | 1–1     | 2–2       | Товариський |

## Після завершення кар'єри
В квітні 2010 року Соліс залишив «Ередіано». Після завершення кар'єри футболіста став власником бару-ресторану в Ередії.
У січні був призначений менеджером «Ередіано», але вже через місяць був звільнений

## Особисте життя
Народився та виріс у Лос-Анджелас де Санто-Домінго де Ередія, син Родріго Соліса та Марії де лос Анхелас-Мора. Одружений з Каті Морейра Шаверрі, має трьох дітей.

## Досягнення
- Чемпіонат Коста Рики з футболу
  -  Чемпіон (4): 1992/93, 2000/01, 2001/02, 2004/05
- Переможець Кубка центральноамериканських націй: 1999
- Срібний призер Золотого кубка КОНКАКАФ: 2002